# Augusto Ferri
Augusto Antonio Ferri (Bologna, 9 luglio 1829 – Pesaro, 21 novembre 1895) è stato uno scenografo e pittore italiano.
Seguì dapprima le orme del padre ottenendo dopo di lui l'incarico al Théâtre Italien di Parigi nel 1851. Trasferitosi a Madrid nel 1857 in compagnia di altri due pittori, divenne ben presto lo scenografo più ammirato della Spagna. Grazie ad una vasta opera di rinnovamento, portò il teatro spagnolo ad un livello europeo. Nel 1870 lasciò la Spagna e, dopo aver collaborato alcuni anni col padre, nel 1875 si ritirò a Bologna, dedicandosi esclusivamente alla pittura.

## Biografia
Figlio dello scenografo, pittore ed architetto Domenico Ferri (architetto) e di Clementina Nicoli, fu avviato alla pittura dal padre che, allora attivo e affermato a Parigi come peintre décorateur, lo fece studiare all'Académie des beaux-arts, dove il ragazzo rivelò presto un'inclinazione per la scenografia così spiccata che nel 1851, a soli ventidue anni, poté sostituire il padre nell'incarico di scenografo al Théâtre Royal Italien.
Quello stesso anno, infatti, Domenico Ferri fu chiamato a Torino da Vittorio Emanuele II con le mansioni di insegnante all'Accademia Albertina, di ornatista e di architetto dei regi palazzi. Grazie alla presenza paterna in seno alla Direzione generale dei teatri torinesi, il giovane Augusto ottenne contratti da scenografo presso il Teatro Regio di Torino mentre ancora lavorava a Parigi. Dapprima, dalla stagione 1852-1853 fino 1855, il suo nome figurò nel cartellone del Regio accanto a quelli di Angelo Moja e di Luigi Vacca (artisti sostenuti dall'autorevolezza di Pelagio Palagi), ma dalla stagione 1855-1856 fino al 1860, declinando reputazione e salute del Palagi (morto appunto nel 1860), comparve come unico responsabile degli allestimenti. In realtà, spesso si trattò di repliche mascherate di lavori precedenti con utilizzo di scenari già esistenti e con l'aggiunta solo di qualche apparato decorativo nuovo. In quegli anni risultano sue collaborazioni anche con il Teatro Nuovo di Viterbo e con il teatro Apollo di Roma.
Nel 1857 Augusto Ferri lasciò Parigi e, pur continuando a collaborare con il Regio di Torino, si trasferì a Madrid, dove aveva accettato un contratto con il Teatro Real succedendo ad Eusebio Lucini e portando con sé altri due scenografi italiani, il vicentino Giovanni Busato e il piemontese Bernardo Bonardi, già collaboratori suoi e del padre a Parigi. Fu proprio a Madrid che l'artista bolognese conobbe il successo e la popolarità con i suoi allestimenti innovativi rispetto alla tradizione classica del Lucini e ispirati piuttosto a quel lirismo romantico ed espressivo che si andava allora diffondendo e derivatogli dallo stile paterno, valorizzato peraltro da un uso personale e intenso della luce e dei colori. Negli anni seguenti i tre artisti italiani guidati dal Ferri lavorarono non solo per il Real di Madrid, ma anche nei maggiori teatri di Madrid e dell'intera Spagna, creando così i presupposti per una trasformazione della scenografia spagnola che, sul finire dell'Ottocento, si evolverà «verso un naturalismo romantico denso di fantasiose trovate sceniche e di accesi cromatismi pittorici».